# ガッツだぜ!!
『ガッツだぜ!!』は、1995年12月6日に発売されたウルフルズ9作目のシングル。発売元は東芝EMI。

## 背景
ウルフルズが小室哲哉がMCを務める「TK MUSIC CLAMP」に出演していた時、カメラが回っていない時にトータス松本が「trfの『Overnight Sensation 〜時代はあなたに委ねてる〜』はすごく良い曲ですね」と言ったら、小室から「君たちにはディスコみたいな音楽合っていると思うよ」とアドバイスをもらったことに基づき、ディスコサウンドを意識して作曲した。
原曲はジョン・B・チョッパーの判断でお蔵入りにされた「ガッツだぜ、鼻息荒いぜ!」だった。「バンザイ」の発売前に先行シングルを出すことになり、ジョンが何気なく蔵出しした際にメンバーがタイトルに大ウケし、視聴したら「いける」と全員一致で採用された。
サビの「ガッツだぜ」の部分は、KC&ザ・サンシャイン・バンド（KC and the Sunshine Band）の『「That's the Way (I Like It)』のサビの部分を聴いて、何となく「ガッツだぜ」と思いついて、テープに録音したとトータス松本は語っている。また、松本自身こういったアゲアゲソングは余り好きではなく、後のバラードソングで売り出したいため後にそのギャップに悩んだ。
本曲が発売されたこの1995年は1月に阪神・淡路大震災が、3月に地下鉄サリン事件がそれぞれ発生するなど、世間が震撼し暗いムードに包まれたとされる年だったが、トータスは「世の中が元気ないから元気のある曲を作ろうとかいうわけじゃなく、その逆っていうか、俺らが頑張ろうとしているのに世の中の暗いムードは何なんや」という感じで曲を作ったと話している。

## 発売後
初登場順位は低かったものの、その後は6位まで上昇し、バンドはブレイクを果たした。ウルフルズのシングルで2番目の売上。
本楽曲で『NHK紅白歌合戦』に初出場した。しかし「モテたいハメたい」という歌詞がNHKの放送基準に引っ掛かったことで、ここでは歌詞を「モテたいホレたい」に変えて歌唱した。
本楽曲がヒットするまで、出したシングルはあまり売れず苦労を重ねていたが、本楽曲が大ヒットしたことでレコード会社から金一封が支払われ、それを原資に事務所の社長も交え皆で飲み明かしたという。
大阪時代、メンバーのバイト仲間だった放送作家の高須光聖とは下積み時代もずっと交流があり、いつも曲を聴かせてはアドバイスをもらっていた。本楽曲の頃のトータスは追い詰められており、高須は励ます意味で「お前らもっと頑張らなアカン!この曲も正直俺はあんまりええと思わん!」と言い放ったが、初の大ヒットとなった。
ジャケットはオレンジ色のサングラス風に作られ、スケルトン仕様でCD収納ケースが透けて見えるようになっている。

## ミュージック・ビデオ
本楽曲のミュージック・ビデオではトータスが殿様を演じたが、その衣装はバラエティ番組『志村けんのバカ殿様』で志村けんが実際に本編のコントで着用していたもの。衣装の内側に「志村」と記されていたという。声優の森久保祥太郎も、民衆で出演している。『SPACE SHOWER Music Video Awards』1996年度「BEST VIDEO OF THE YEAR」「BEST YOUR CHOICE」を受賞した。

## 収録曲
全作詞・作曲：トータス松本
1. ガッツだぜ!!
  - 編曲：ウルフルズ、伊藤銀次
2. いいたい事はそれだけ
  - 編曲：伊藤銀次
3. ガッツだぜ!!（オリジナル・カラオケ）

## カバー
- ダンディ坂野 - 歌詞を改訂（作詞:森浩美）、2003年に「ゲッツだぜ!!」のタイトルで発売。
- 松崎しげる - 2009年発売のアルバム「Yes We Can!!」に収録。
- 原由実・浅倉杏美 - 2011年8月19日放送のラジオ大阪のラジオ番組『THE IDOLM@STER STATION!!!』のコーナーの1つ「歌姫楽園2011」にてカバー。2012年2月29日発売のアルバム「THE IDOLM@STER STATION!!! Nouvelle Vague」に収録。
- 中野有香（下地紫野） - 2016年6月1日発売のアルバム「THE IDOLM@STER CINDERELLA MASTER Cute Jewelries! 003」に収録。
- 木村カエラ - ウルフルズ トリビュートアルバム『ウルフルズトリビュート 〜Best of Girl Friends〜』（2017年2月22日）収録[6]
- DOBERMAN INFINITY - 2020年9月8日配信のシングルで「ガッチだぜ!!」のタイトルでリメイクカバー。